# Inca Tunuhuiri
Inca Tunuhuiri o Incatunuhuiri (del quechua: Inka Tunuwiri) es un sitio arqueológico en el Perú. Está ubicado entre los distritos de Chucuito y Puno, en la provincia de Puno, departamento homónimo. El Inca Tunuhuiri fue declarado Patrimonio Cultural de la Nación por el Instituto Nacional de Cultura del Perú.